# Кант (місто)

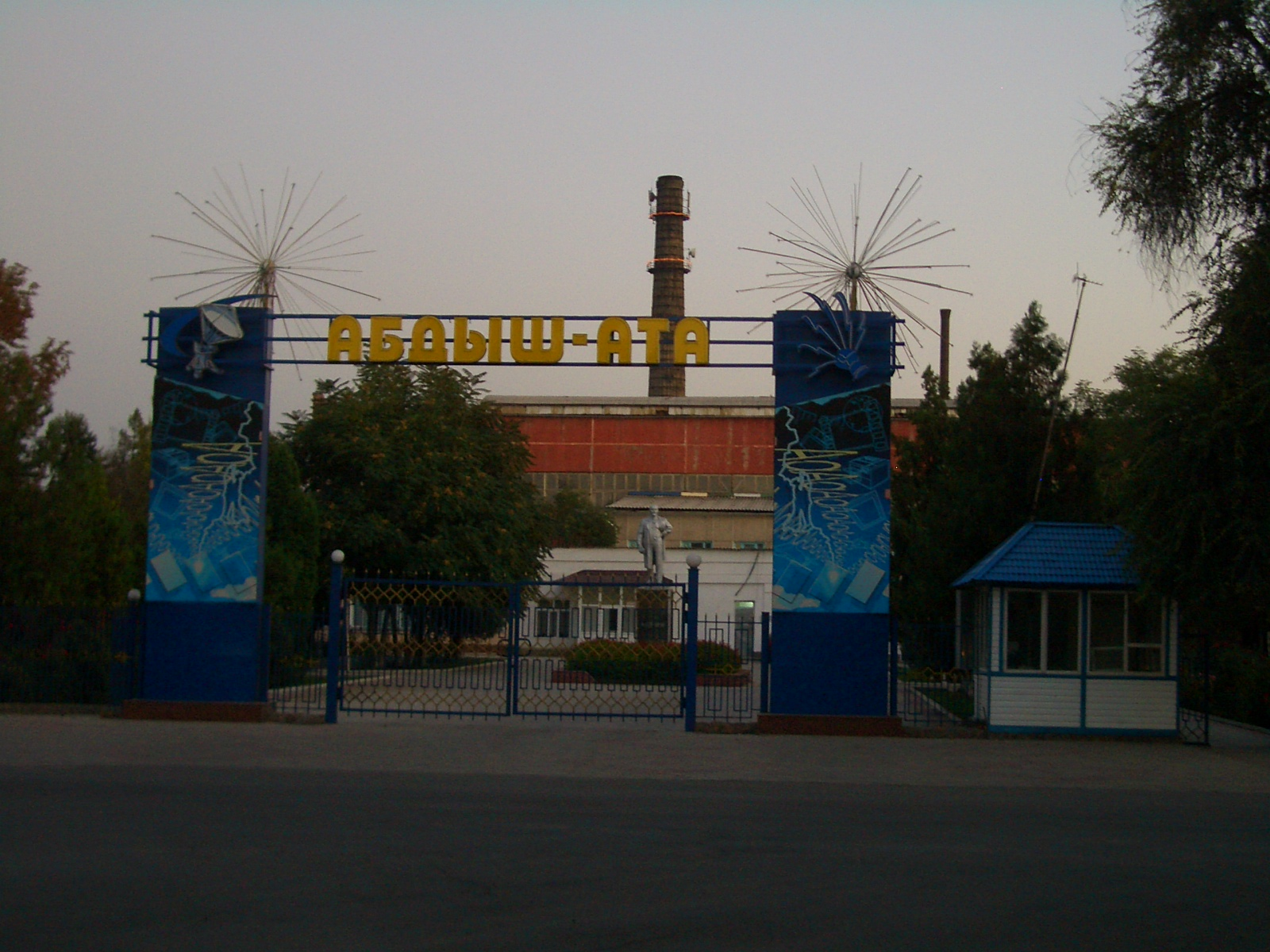
Броварня в Канті.

42°53′27″ пн. ш. 74°50′34″ сх. д. / 42.89083° пн. ш. 74.84278° сх. д.
Кант (кирг. Кант) — місто в Киргизстані, центр Исик-Атинського району Чуйської області. Населення — 21 589 мешканців (перепис 2009).
Розташоване за 20 км на схід від Бішкека.

## Клімат
Місто знаходиться у зоні, котра характеризується вологим континентальним кліматом з теплим літом. Найтепліший місяць — липень із середньою температурою 24.4 °C (75.9 °F). Найхолодніший місяць — січень, із середньою температурою -3.8 °С (25.2 °F).
| Клімат Канта            | Клімат Канта | Клімат Канта | Клімат Канта | Клімат Канта | Клімат Канта | Клімат Канта | Клімат Канта | Клімат Канта | Клімат Канта | Клімат Канта | Клімат Канта | Клімат Канта | Клімат Канта |
| Показник                | Січ.         | Лют.         | Бер.         | Квіт.        | Трав.        | Черв.        | Лип.         | Серп.        | Вер.         | Жовт.        | Лист.        | Груд.        | Рік          |
| Середня температура, °C | −3,8         | −2,7         | 4,5          | 12,3         | 17,1         | 21,7         | 24,4         | 22,8         | 17,7         | 10,7         | 4            | −1           | 10,6         |
| Норма опадів, мм        | 26.2         | 28           | 49.6         | 67.2         | 63.9         | 35.1         | 17.7         | 10.4         | 14.8         | 39.8         | 41.8         | 29.8         | 424.3        |
| Днів з опадами          | 9            | 9,1          | 11,7         | 11,5         | 11,6         | 9,3          | 6,8          | 4,9          | 4,5          | 7,5          | 9,2          | 8,7          | 103,8        |
| Вологість повітря, %    | 73.8         | 75.3         | 69           | 56.3         | 53.8         | 46.8         | 44.1         | 44.2         | 46.8         | 56.8         | 67.9         | 75.6         | 59.2         |
| ----------------------- | ------------ | ------------ | ------------ | ------------ | ------------ | ------------ | ------------ | ------------ | ------------ | ------------ | ------------ | ------------ | ------------ |
| Джерело: Weatherbase    |              |              |              |              |              |              |              |              |              |              |              |              |              |

## Історія
31 жовтня 1927 року село Кант стало центром Кантського району. 1934 року віднесене до категорії селищ міського типу.
30 грудня 1962 року Кантський район скасований, смт Кант передане до Аламединського району.
5 січня 1965 року з Фрунзе до Канта перенесено центр Аламединського району, район перейменований на Кантський.
25 лютого 1985 року смт Кант віднесене до категорії міст районного значення.
3 вересня 1998 року Кантський район об'єднаний з Исик-Атинським, Кант став центром Исик-Атинського району.

## Уродженці
- Ісламкулов Марсель Джекшенович (* 1994) — казахський та киргизький футболіст.